# L'onestà della signora Cheyney
L'onestà della signora Cheyney (The Last of Mrs. Cheyney) è un film del 1929 diretto da Sidney Franklin.